# إروين مكينتوش
إروين مكينتوش هو ناشر كندي، ولد في 1 يوليو 1926 في نورث باتلفورد في كندا، وتوفي في 24 سبتمبر 1988.